# ZNTKiM Gdańsk 44E
Uzasadnienie: Modernizacja lokomotywy typu 44E do opisania w haśle o niej.
EP05 – seria normalnotorowych pasażerskich lokomotyw elektrycznych przebudowanych na potrzeby Polskich Kolei Państwowych w latach 1973–1977 z lokomotyw serii EU05 w ZNTK Gdańsk. Żargonowo nazywana „Czechem” a w Czechach "Bobina".

## Opis
Rozpoczęte w 1969 badania nad podniesieniem prędkości maksymalnej lokomotyw EU05 ze 125 km/h do 160 km/h poprzez zmianę przełożenia przekładni zakończyły się powodzeniem. Pierwszą tak zmodyfikowaną lokomotywą była EU05-29, która na odcinku Konin – Spławie osiągnęła w czasie prób prędkość 174 km/h. Maksymalną prędkość eksploatacyjną wyznaczono na 160 km/h. Do 1977 przebudowano całą serię dwudziestu siedmiu egzemplarzy, prócz EU05-09, 12 i 19, które uległy wcześniej kasacji po katastrofach, i zmieniono jej oznaczenie na EP05. Dodatkowo zmieniono malowanie na pomarańczowe, podobne do malowania lokomotyw EP08. Na początku lat 80. wprowadzono modyfikacje umożliwiające prowadzenie pociągów ekspresowych na CMK – część pojazdów przystosowano do wielokrotnego sterowania, ale okazało się ono bardzo awaryjne. Wprowadzono sprzęgi powietrzne do obsługi urządzeń pneumatycznych w pociągu (samoczynne zamykanie drzwi).

## Eksploatacja
Lokomotywy EP05 zostały przydzielone do lokomotywowni Warszawa Olszynka Grochowska, gdzie stacjonowały do końca swojej służby. Początkowo nie było możliwości ich eksploatacji z prędkością maksymalną, gdyż brakowało przystosowanych szlaków – jedynie prędkość maksymalna linii poznańskiej wynosiła 130 km/h. Dopiero w połowie lat 80. przeniesiono ruch pasażerski na CMK, gdzie była dopuszczalna prędkość maksymalna do 160 km/h.
25 czerwca 1976 lokomotywa EP05-22 podczas prowadzenia pociągu Opolanin została zatrzymana przez protestujących na linii kolejowej nr 1 w Ursusie podczas czerwcowych strajków związanych z podwyżką cen po ogłoszeniu przez rząd Piotra Jaroszewicza. Po kilku godzinach postoju elektrowóz odczepiono i zepchnięto na odcinek, z którego zdemontowano wcześniej szyny.
W czasie eksploatacji egzemplarze o numerach 10, 11, 13, 14 i 28 uległy wypadkom i zostały skreślone ze stanu PKP.
Wprowadzenie lokomotyw serii EP09 przesądziło o wycofaniu serii, jednak opóźnienia w dostawach oraz niedobór lokomotyw dużych prędkości spowodowały, że lokomotywy EP05 do 2008 kursowały w ruchu planowym. Z powodu awaryjności lokomotyw EP09, często jechały po dwie z Warszawy po pociąg stojący przy peronie w Krakowie. Jako ostatni w eksploatacji pozostawał do 2008 roku elektrowóz EP05-23, pomalowany w nowe czerwono-kremowe barwy PKP Cargo, odstawiony następnie do rezerwy (przejechał on do tego czasu prawie 6,8 miliona km). Wraki lokomotyw EP05-01 i 18 od 2000 stały obok lokomotywowni Warszawa Olszynka Grochowska, zaś na początku stycznia 2008 EP05-16 została wycofana z eksploatacji przez uszkodzenie jednego z silników trakcyjnych i nieopłacalność naprawy, po czym oczekiwała decyzji o swoim dalszym losie na terenie lokomotywowni Warszawa Odolany. Pod koniec sierpnia 2015 zezłomowano lokomotywę EP05-01.

## Eksponaty
EP05-23 w 2017 roku przeszedł naprawę w zakładach PKP Intercity Remtrak i wrócił do eksploatacji jako czynny zabytek. W 2003 lokomotywie EP05-22 przywrócono oryginalne malowanie i oznaczenie EU05-22 oraz ustawiono jako pomnik przy ZT Kraków. Po 16 latach lokomotywa została przekazana przez PKP Cargo Klubowi Sympatyków Kolei we Wrocławiu po czym została przetransportowana z Krakowa do Wrocławia gdzie przeszła renowację odzyskując ponownie oznaczenie EP05-22 i pomarańczowe malowanie z czasów eksploatacji

## Malowania
Lokomotywy typu 44E o prędkości maksymalnej 125 km/h były oznaczone EU05 i malowane na zielono-seledynowo jak inne lokomotywy elektryczne i spalinowe PKP. Po przebudowie zwiększającej prędkość wprowadzono malowanie pomarańczowe z czerwoną ostoją. Pomarańczowy ten miał wiele odcieni w zależności od egzemplarza: od jasnego prawie żółtego po prawie czerwony.